# Koch Entertainment
Koch Entertainment foi um selo musical, filmográfico e televisivo. Foi comprado pela E1 Entertainment em 2005 e agora opera sob o nome de E1 Entertainment.